# SIW (программа)
SIW (System Information for Windows) — утилита, которая предоставляет пользователям мощный и простой в использовании инструмент для просмотра подробных данных об конфигурации оборудования и аппаратных средствах компьютера, сетевой информации, установленного программного обеспечения (включая драйверы), а также системных компонентах. 
В настоящее время поддержка бесплатных версий прекращена. Последние выпущенные бесплатные версии также получили ограничение на работу в операционных системах Windows 8 и выше.

## Описание

#### Категория «Оборудование»
SIW предоставляет пользователям подробную информацию о каждом элементе оборудования, в том числе процессоре, PCI, сетевых адаптерах, материнской плате, BIOS, памяти, видео устройствах, принтерах, сенсорах, оптических и жёстких дисках, системных слотах, электропитании, звуковых устройствах, ресурсах и о многом другом.

#### Категория «Сеть»
Утилита способна произвести широкомасштабный анализ сети и отобразить детальные сведения о ней, в том числе об открытых портах, сетевом окружении, общем доступе к файлам, удаленных подключениях и о многом другом.

#### Категория «Программы»
Ко всему прочему, SIW производит расширенный поиск с последующим выводом информации на дисплей на наличие установленного программного обеспечения и компонентах в системе, в том числе об операционной системе, установленных обновлениях и программах, загруженных и разделяемых DLL, системных папках и файлов, драйверах, лицензионных ключах к программам, автозагрузке, сохраненных паролей на веб-серверах, специальных возможностей, переменных окружениях, базах данных, региональных настройках, типов файлов, открытых файлах, запущенных процессах, защищенных файлах, ActiveX и о многом другом.

#### Встроенные утилиты
- Взломщик паролей в линейке Windows 9x.
- Eureka.
- Тест SAPI.
- MRU просмотрщик.
- Смена MAC-адреса.
- Широковещательный тест скорости.
- Загрузка процесса и памяти.
- Шпион IE URL.
- Тест монитора.
- Удаленное выключение/перезагрузка компьютера.
- Сетевой трафик.
- Анализ DMI.
- И некоторые другие.

#### Экспорт данных
Кроме просмотра данных о конфигурации оборудования и программах имеется возможность сохранить данные на диске (жёсткий диск, USB и т. д.) в формате html, xml (shareware), csv (shareware) и txt (shareware) или распечатать их на принтере.

## Получаемая информация
- Программное обеспечение:
  - Операционная система.
  - Установленные программы и исправления.
  - Процессы.
  - Службы.
  - Пользователи.
  - Открытые файлы.
  - Время работы.
  - Установленные кодеки.
  - Лицензии (ключи продуктов / серийные номера).
  - Пароли.

- Оборудование:
  - Материнская плата.
  - Датчики (температура).
  - BIOS.
  - Процессор.
  - Чипсеты.
  - PCI/AGP.
  - USB и ISA/PnP устройства.
  - Память.
  - Видеокарты.
  - Мониторы.
  - Дисководы.
  - CD/DVD устройства.
  - SCSI устройства.
  - SMART.
  - Порты.
  - Принтеры.

- Сеть:
  - Сетевые карты.
  - Сетевые каталоги.
  - Активные сетевые подключения.
  - Открытые порты.